# Diego de Buen
Diego Eduardo de Buen Juárez (Città del Messico, 3 luglio 1991) è un calciatore messicano, centrocampista del Necaxa.

## Caratteristiche tecniche
Può giocare sia come centrocampista di copertura, ruolo che ha occupato con le selezioni giovanili messicane, sia da attaccante, come nelle giovanili dei Pumas.

## Carriera

### Club
Prodotto delle giovanili dei Pumas, ha l'opportunità di esordire in prima squadra nella Concachampions 2009-2010 nella trasferta contro il Comunicaciones all'ultima giornata del torneo. Gioca da titolare ed è sostituito da Carlos Orrantia al 69º, dopo aver ricevuto un cartellino giallo. Il suo esordio in campionato arriva nell'Apertura 2011 il 28 agosto, nella sconfitta interna 1-2 contro il Cruz Azul. Anche in questa occasione viene mandato in campo da titolare e sostituito nel secondo tempo da Michelle Castro dopo aver ricevuto un'ammonizione. Parte da titolare anche nelle successive partite contro Gallos Blancos (sconfitta 4-0, esce all'intervallo per far entrare la punta Eduardo Herrera nel tentativo di recuperare la partita) e Toluca (vittoria 4-1), in cui è però costretto ad uscire dopo mezz'ora per un infortunio ed è sostituito da Neftali Teja. Ritornerà in campo solo alla penultima giornata contro i Jaguares (altra sconfitta 4-0), rilevando negli ultimi minuti Javier Cortés. Ha dichiarato di aspirare a prendere il posto del ritirato Juan Francisco Palencia, giocatore che ha fatto la storia del club auriazul.

### Nazionale
Viene convocato dal CT Juan Carlos Chávez nel 2011 nella selezione Under-20 per le eliminatorie a Trinidad e Tobago in vista del Mondiale di categoria in Colombia. Gioca la sua prima partita contro Cuba il 28 marzo, sostituendo al 59º Marvin Piñón. Alla successiva contro Trinidad e Tobago ottiene il posto da titolare, e alla terza partita contro il Canada segna il goal del 2-0 calciando in rete al volo un rinvio sbagliato del portiere Matthew Stinson. È titolare anche contro Panama e Costa Rica, partita in cui colpisce un palo. Il Messico si qualifica al Mondiale.
Qui de Buen gioca tutte e 7 le partite da titolare al fianco di Jorge Enríquez. Riceve un'ammonizione nella prima partita contro l'Argentina, persa 1-0, poi nella seconda partita contro la Corea del Nord colpisce un palo e mette dentro al 94º il goal del 3-0 su calcio di punizione. Con il pareggio 0-0 contro l'Inghilterra, la selezione messicana accede agli ottavi, dove affronta il Camerun. La partita termina 1-1, ma gli africani sbagliano tutti e tre i calci di rigore e il Messico può giungere ai quarti, nella sfida contro i padroni di casa colombiani, sconfitti per 3-1. In semifinale il Tri deve però cedere al Brasile per 2-0 (de Buen è sostituito al 56º da Piñón) e così conclude il suo Mondiale nella finale per il terzo posto contro la Francia battendo i Bleus 3-1 (anche in questo caso de Buen è rilevato da Piñón verso la fine della partita).
Nel luglio 2011 viene inoltre chiamato dal CT Luis Fernando Tena per partecipare alla Copa América dopo che 8 giocatori della nazionale Under-22 (la squadra inviata in Argentina era composta quasi solo da giocatori sotto i 22 anni per scelta della federazione messicana) erano stati rispediti a casa per motivi disciplinari, ma non scende mai in campo e il Messico termina il girone all'ultimo posto.

## Statistiche

### Presenze e reti nei club
Aggiornate al 22 febbraio 2012.
| Stagione  | Squadra | Campionato | Campionato | Campionato | Coppe nazionali | Coppe nazionali | Coppe nazionali | Coppe continentali | Coppe continentali | Coppe continentali | Totale | Totale |
| Stagione  | Squadra | Comp       | Pres       | Reti       | Comp            | Pres            | Reti            | Comp               | Pres               | Reti               | Pres   | Reti   |
| --------- | ------- | ---------- | ---------- | ---------- | --------------- | --------------- | --------------- | ------------------ | ------------------ | ------------------ | ------ | ------ |
| 2007-2008 | Pumas   | TD         | 11         | 5          | IL              | 0               | 0               | -                  | -                  | -                  | 11     | 5      |
| 2008-2009 | Pumas   | LA+SD      | 1+24       | 0+7        | -               | -               | -               | CCL                | 0                  | 0                  | 25     | 7      |
| 2009-2010 | Pumas   | -          | -          | -          | -               | -               | -               | CCL                | 1                  | 0                  | 1      | 0      |
| 2010-2011 | Pumas   | LA         | 9          | 0          | -               | -               | -               | SL                 | 0                  | 0                  | 9      | 0      |
| 2011-2012 | Pumas   | PD         | 5          | 0          | -               | -               | -               | CCL                | 4                  | 0                  | 9      | 0      |
| Totale    | Totale  | Totale     | 50         | 12         |                 | 0               | 0               |                    | 5                  | 0                  | 55     | 12     |

## Palmarès

### Club
- Campionato messicano: 1

Pumas UNAM: Clausura 2011